# Fundacentro
Fundação Jorge Duprat Figueiredo, de Segurança e Medicina do Trabalho (Fundacentro)  é uma Fundação Pública do Governo do Brasil vinculada ao Ministério do Trabalho e Emprego, que tem por objetivo elaborar estudos e pesquisas sobre as questões de segurança, higiene, meio ambiente e medicina do trabalho. Foi criada em 1966, como Fundação Centro Nacional de Segurança, Higiene e Medicina do Trabalho, tendo seu nome alterado para o atual em 1978, em homenagem ao seu primeiro presidente, Jorge Duprat Figueiredo.
Sua sede é em São Paulo. É presidida desde março de 2023 por Pedro Tourinho de Siqueira.

## Estrutura organizacional
A Fundacentro é composta pela presidência, por três diretorias (de Conhecimento e Tecnologia, de Pesquisa Aplicada e de Administração e Finanças) e pelas unidades descentralizadas.